# Röd superjätte

Antares, den största röda superjätten man känner till. Stjärnan är så stor att dess yttersta delar skulle gå utanför Mars omloppsbana om man lät den ta solens plats.

Nukleosyntes (skalförbränning) i en superjätte. Allt eftersom tryck och temperatur stiger i stjärnan så fusionerar allt tyngre ämnen. Bilden visar kärnan hos en röd superjätte veckorna innan den går under i en supernovaexplosion.

Kurva som visar bindningsenergi per nukleon. Fusionsprocesser som skapar atomkärnor med 56 eller färre nukleoner avger energi. Om större atomkärnor skapas så åtgår energi för att slå samman atomkärnorna. En supernovaexplosion uppstår när kärnprocesserna i en stjärna skapar grundämnen med fler än 56 nukleoner. Atomer med fler än 56 nukleoner avger energi vid kärnklyvning, dock är energiutbytet betydligt sämre än vid fusion.

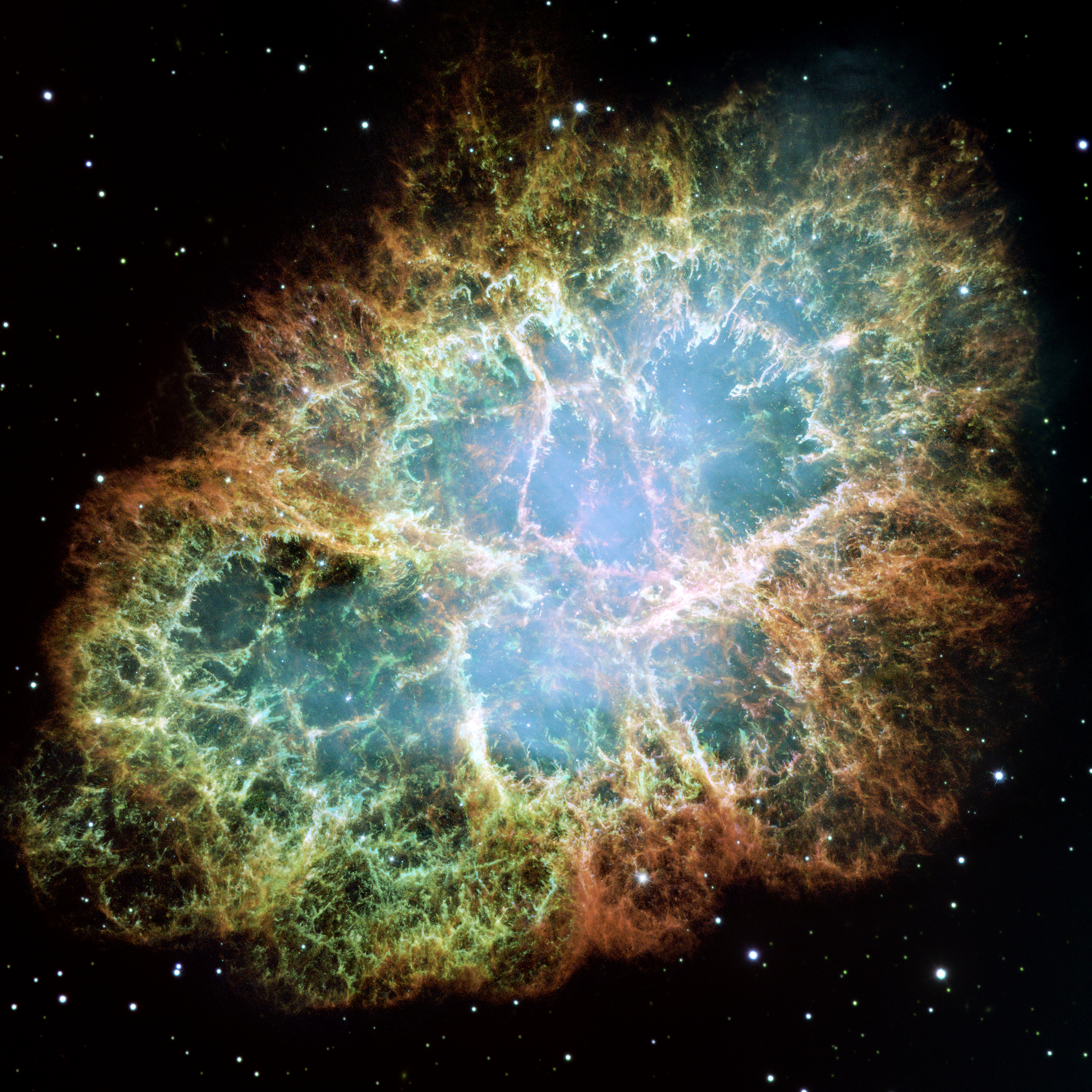
Krabbnebulosan är resterna av en röd superjätte som exploderade år 1054. Nebulosan ligger 6 500 ljusår bort, så stjärnan gick i själva verket jägarstenåldern, då det tar ljuset 6 500 år att nå betraktaren på jorden. I nebulosans mitt finns en neutronstjärna som tillsammans med ljuset från radioaktivt sönderfall lyser upp nebulosan.

Röd superjätte är ett utvecklingsstadium i en massiv stjärnas utveckling när den går från att förbränna väte och helium, till att förbränna tyngre ämnen såsom kol och neon. Superjättestadiet varar i ca 2 000 år och avslutas i en supernovaexplosion. Kvar efter supernovaexplosionen blir planetarisk nebulosa och en neutronstjärna. Alla ämnen tyngre än kol och syre som finns i universum har bildats inne i massiva stjärnor som exploderat, och är en förutsättning för livet på jorden.

## Tunga stjärnors utveckling (> 9M☉)
Alla stjärnor förbränner väte till helium i början av sina liv. I en tung stjärna sker förbränningen i den snabba CNO-cykeln. Det gör att en tung stjärna får ett kort och instabilt liv jämfört med en stjärna av solens storlek. I en stjärna på 15 M☉ (solmassor) kommer väteförråden att räcka i 11 miljoner år innan stjärnan går över till att förbränna helium i trippel-alfa-processen och blåsa upp sig till en röd jätte, ca 200 gånger större än den ursprungliga stjärnan. Stjärnan förflyttar sig högerut i HR-diagrammet till spektralklass K och M. Stjärnans energiförbrukning och ljusstyrka kommer att fördubblas. Från att ha lyst 28 000 gånger starkare än solen ökar nu ljusstyrkan till 44 000 gånger solens. Temperaturen i stjärnans centrum går från att ha varit 35 miljoner K vid väteförbränning, till 180 miljoner K vid heliumförbränning. Restprodukterna från heliumförbränningen, kol och syre, ackumuleras i den röda jättens kärna.
Efter 2 miljoner år tar heliumförråden i de centrala delarna slut och den röda jätten går över till kolförbränning. Temperaturen i kärnan ökar till 810 miljoner K och ljusstyrkan ökar från att ha varit 44 000 gånger solens nuvarande ljusstyrka till 72 000 gånger. Den ökade energiutstrålningen från kolförbränningen får stjärnan att svälla upp ytterligare till en röd superjätte. Kolförbränningen ökar neutrinoutstrålningen. Restprodukterna från kolförbränningen, neon och magnesium sjunker till mitten på stjärnan där de ackumuleras. I stjärnan sker nu skiktad förbränning. I de yttre delarna av kärnan sker väteförbränning. Längre in i kärnan sker heliumförbränning och undre denna finns en nivå med kolförbränning.
Efter 2 000 år börjar kolförråden att tryta, och stjärnans centrum startar neonförbränning när temperaturen överstiger 1,6 miljarder K. Ljusstyrkan hos stjärna ökar obetydligt, medan neutrinoutstrålningen 500-faldigas. Restprodukterna från neonförbränningen, syre och magnesium sjunker till stjärnans mitt. 
Efter 8 månader tar neonförråden slut, och den röda superjätten går över till magnesium- och syreförbränning. Temperaturen ökar till 1,9 miljarder K, men stjärnans ljusstyrka ökar inte, istället ökar neutrinoutstrålningen. Restprodukterna från fusionsprocesserna, kisel, svavel, argon och kalcium, ackumuleras i kärnans mitt.
Syre och magnesiumförråden räcker i 2,6 år. När temperaturen stigit till 3,3 miljarder K börjar restprodukterna från syreförbränningen att fusionera i en process som går under samlingsnamnet kiselförbränning. Stjärnans ljusstyrka ökar inte, utan energiökningen i förbränningen avgår som neutriner 130 miljarder gånger solens nuvarande neutrinoutstrålning. Restprodukterna från kiselförbränningen är järn, nickel, krom och andra grundämnen med 56 nukleoner eller färre i atomkärnan, ansamlas i stjärnans mitt.
Efter två veckor är förråden av kisel slut. I stjärnans mitt finns nu en järnkärna stor som jorden och med en massa 1,5 gånger större än solens. Temperaturen i kärnan stiger till 7,1 miljarder K och järn och andra tunga ämnen från kiselförbränningen börjar fusionera. Men till skillnad från tidigare ger fusionen av ämnen med fler än 56 nukleoner i atomkärnan inte någon energi, utan istället åtgår energi. Den röda superjättens kärna avkyls och det finns inte längre någon energiutstrålning som hindrar stjärnan från att kollapsa under sin egen tyngd. Kärnan börjar ett fritt fall och accelererar på en sekund till 25 % av ljusets hastighet. Fusionsprocesserna i kärnan skenar och den röda superjätten exploderar i en supernovaexplosion, som under någon vecka lyser med samma ljusstyrka som en hel galax. Det är det radioaktiva sönderfallet från tunga atomer som skapats vid supernova explosionen som står för allt ljus. Kvar efter explosionen blir troligtvis en planetarisk nebulosa och en neutronstjärna.

## Supernova
Huvudartikel:Supernova
Vad som händer med den röda superjätten vid supernovaexplosionen beror på hur stor massa som blir kvar efter själva explosionen. Under sitt liv som röd jätte och röd superjätte förlorar stjärnan stora mängder materia i stora massutkastningar och i själva explosionsögonblicket förlorar den röda superjätten en stor del av sin massa. Vidare kan mycket materia förloras om den röda jätten är en av komponenterna i ett dubbelstjärnesystem. När stjärnan sväller upp börjar den andra komponenten stjäla materia från den röda jätten. Resultatet blir att den röda jätten förlorar massa och inte får en så spektakulär undergång som annars hade varit fallet.

### Undergångsscenarion
Blir motsvarande 1,4–3 M☉ kvar, så kollapsar resterna av kärnan till en neutronstjärna med så hög täthet att elektronerna pressats in i protonerna och bildat neutroner. Kvar av superjätten blir en expanderande nebulosa med en neutronstjärna med 10 km diameter i dess mitt. En stor mängd neutronstjärnor har upptäckts och är troligtvis det vanligaste slutet för en röd superjätte.
Blir < 1,4 M☉ kvar efter supernovaexplosionen så är gravitationen för svag för att pressa in elektronerna protonerna. Kvar efter supernovaexplosionen blir en planetarisk nebulosa med en vit dvärg stor som jorden i dess centrum.
Blir > 3 M☉ kvar efter supernovaexplosionen så finns det inget som hindrar kärnans kollaps. Kvar efter explosionen blir en expanderande nebulosa med ett svart hål i dess centrum.